# Берглинд, Жанетта
Йоханна «Жанетта» Аполлония Берглинд (швед. Johanna «Jeanette» Apollonia Berglind; 21 августа 1816, Стокгольм — 14 сентября 1903, там же) — шведская учительница жестового языка и директор школы. В 1860 году она основала одну из первых школ для глухонемых в своей стране — Тихую школу (швед. Tysta Skolan) в Стокгольме.

## Биография
Йоханна Берглинд рано осиротела и была усыновлена вдовой: примерно с десяти лет она находилась под опекой родственника своей покойной матери Пера Арона Борга, педагога-новатора в деле образования глухонемых в Швеции, а также основателя и директора Общественного института слепых и глухих (швед. Allmänna institutet för Blinda och Döfstumma) в Стокгольме. Берглинд много лет страдала от своего слабого здоровья, ставшего таким после того, как в возрасте трёх лет она сломала себе ногу.
С 1834 по 1840 год она была преподавателем в институте глухонемых, которым руководил Пер Арон Борг. После смерти Борга в 1839 году Берглинд зарабатывала себя на жизнь, трудясь в качестве гувернантки, экономки и компаньонки. У неё было честолюбивое намерение основать образовательный пансион для глухих, и она откладывала свое жалованье, чтобы финансировать эту затею. В апреле 1860 года она открыла Тихую школу (швед. Tysta Skolan) с несколькими учениками и одним дополнительным преподавателем, которого она смогла себе позволить. Однако для её небольшого фонда эти расходы были слишком велики. В 1862 году Фредрика Бремер рассказала о её работе в прессе и попросила помочь ей финансово. Благодаря этому проект стал известен на всю страну и привлёк большое внимание частных благотворителей: был создан школьный совет, школа получила покровительство короля Карла XV, королевы Луизы и государственную поддержку. Это позволило Берглинд приобрести необходимое здание для школы в 1866 году, и к 1872 году её заведение уже не имело долгов и, по некоторым сообщениям, было весьма востребовано.
Берглинд имела репутацию скромной и сердечной женщины, которая получала большую поддержку от частных финансистов благодаря своей приятной личности. Её характеризовали как нежную мать для своих учеников, так как одной из её целей в школе была также забота об эмоциональных потребностях своих учеников. Как педагог, она была обучена языку жестов своим наставником Пером Ароном Боргом, и она использовала этот метод в своей школе: она познакомила с ним своих учеников в 1868 году, но не считала этот опыт успешным. Берглинд была директором школы с 1860 по 1882 год. Её школа получила высокую оценку: три её ученицы впоследствии работали преподавательницами в публичных школах для глухонемых пожилых людей. В 1880 году Берглинд была обещана правительственная пенсия в тот день, когда она выйдет на неё. Берглунд ушла со своей должности в сентябре 1882 года.

## Награды
Берглинд была награждена золотой королевской медалью «За гражданские заслуги» (швед. För medborgerlig förtjänst) и государственной пенсией. Она также была назначена почётным председателем Стокгольмского общества глухонемых.